# فردریکشاوون
فردریکشاوون (به لاتین: Frederikshavn) یک منطقهٔ مسکونی در دانمارک است که در Frederikshavn Municipality واقع شده‌است. فردریکشاوون ۲۳٬۲۹۶ نفر جمعیت دارد و ۷ متر بالاتر از سطح دریا واقع شده‌است.

## خواهرخوانده
شهرهای رووانیمی و برمرهافن خواهرخوانده‌های فردریکشاوون هستند.